# تورپ لو سوکن
تورپ لو سوکن (به انگلیسی: Thorpe-le-Soken) یک روستا و محله مدنی در بریتانیا است که در تندرینگ واقع شده‌است. تورپ لو سوکن ۱٬۹۶۱ نفر جمعیت دارد.